# Шаховски турнир Лондон 1883.
Шаховски турнир у Лондону, 1883. се играо од 26. априла до 23. јуна 1883. Завршио се победом Јоханеса Цукерторта.
На почетник турнира Штајниц је играо одлично и очекивала се његова сигурна победа, међутим Цукерторт је до краја поправио своју форму и на крају побеђује. Скор систем овог турнира је био веома необичан. Реми партије су се поново играле и ако би играчи поново ремизирали играли су и трећу партију. Играли су по 26 партија не рачунајући ремије.
Учесници су били Цукерторт, Штајниц, Блекбурн, Чигорин, Инглиш, Мекензи, Месон, Розентал, Винавер, Бирд, Ноа Селман, Мортимер и Скајпворт. Награде су биле: £250, £150, £120, £90, £70, £50 и £25.
Пет партија недељно је играно у Викторија Холу у Критериону, од 9 до 17 и од 19 до 23 часова. Временско ограничење од 15 потеза је било региулисано сатом који се и данас користи. Изумео га је Томас Брајт Вилсон (по савету Блекбурна) и по први пут је употребљаван на турнирима. Реми партије су поново игране у суботу и недељу.
Цукерторт је играо невероватно добро 23 кола. Његов скор је био 22 победе уз један несрећан пораз. Касније је под утицајем опијата изгубио последње три партије. Његов динамичан стил игре подсећа на игру Аљехина и Каспарова.
Штајниц је играо веома рискантно са најјачим играчима и изгубио је неколико партија. Ипак је завршио турнир као други са три поена заостатка у односу на Цукерторта.
Блекбурн је играо опрезније него што обично игра што је резултовало освојеним трећим местом.

## Турнирска табела
| №  | Велемајстор          | Држава                    | 1 | 2 | 3 | 4 | 5 | 6 | 7 | 8  | 9  | 10 | 11 | 12 | 13 | 14 |  | Поени |
| -- | -------------------- | ------------------------- | - | - | - | - | - | - | - | -- | -- | -- | -- | -- | -- | -- |  | ----- |
| 1  | Јоханес Цукерторт    | Немачка Пољска            |   | 1 | 2 | 2 | 1 | 2 | 2 | 2  | 2  | 2  | 2  | 1  | 1  | 2  |  | 22    |
| 2  | Вилхелм Штајниц      | Аустрија · Енглеска · САД | 1 |   | 1 | 0 | 2 | 1 | 2 | 0  | 2  | 2  | 2  | 2  | 2  | 2  |  | 19    |
| 3  | Џозеф Хенри Блекбурн | Уједињено Краљевство      | 0 | 1 |   | 1 | 0 | 1 | 2 | 1  | 1½ | 1  | 2  | 2  | 2  | 2  |  | 16½   |
| 4  | Михаил Чигорин       | Русија                    | 0 | 2 | 1 |   | 2 | 1 | 1 | 1  | 1  | 1  | 1  | 2  | 1  | 2  |  | 16    |
| 5  | Џорџ Хенри Мекензи   | Шкотска САД               | 1 | 0 | 2 | 0 |   | 1 | 1 | 1  | 1  | 1  | 1½ | 2  | 2  | 2  |  | 15½   |
| 6  | Бертолд Енглиш       | Аустрија                  | 0 | 1 | 1 | 1 | 1 |   | 0 | 1½ | 1  | 1  | 2  | 2  | 2  | 2  |  | 15½   |
| 7  | Џејмс Масон          | Енглеска                  | 0 | 0 | 0 | 1 | 1 | 2 |   | 1  | 1  | 2  | 1½ | 2  | 2  | 2  |  | 15½   |
| 8  | Семјуел Розентал     | Пољска Француска          | 0 | 2 | 1 | 1 | 1 | ½ | 1 |    | 1½ | 1  | 1  | 1  | 2  | 2  |  | 15    |
| 9  | Симон Винавер        | Пољска Немачка            | 0 | 0 | ½ | 1 | 1 | 1 | 1 | ½  |    | 1  | 1  | 2  | 2  | 2  |  | 13    |
| 10 | Хенри Бирд           | Енглеска                  | 0 | 0 | 1 | 1 | 1 | 1 | 0 | 1  | 1  |    | 0  | 2  | 2  | 2  |  | 12    |
| 11 | Јожеф Ноа            | Мађарска                  | 0 | 0 | 0 | 1 | 0 | 0 | ½ | 1  | 1  | 2  |    | 1  | 2  | 1  |  | 9½    |
| 12 | Александер Селман    |                           | 1 | 0 | 0 | 0 | ½ | 0 | 0 | 1  | 0  | 0  | 1  |    | 2  | 1  |  | 6½    |
| 13 | Џејмс Мортимер       | САД                       | 1 | 0 | 0 | 1 | 0 | 0 | 0 | 0  | 0  | 0  | 0  | 0  |    | 1  |  | 3     |
| 14 | Артур Скајпворт      |                           | 0 | 0 | 0 | 0 | 0 | 0 | 0 | 0  | 0  | 0  | 1  | 1  | 1  |    |  | 3     |